# Мартин Дуе
Мартин Дуе (1955, Упсала) шведски је сликар и музичар старије генерације који своја ликовна дела претежно ствара у техници графике и цртежа, а музицира у окружењу малог Шведског места Молде. Прво је стекао музичко образовање на Трондхајмском Музичком Конзерваторијуму (1978—1982), а потом мастер уметности на Факултету уметности и дизајна Универзитетског колеџа у Ослу (1999—2001).
Место Молде окренуто мору и заклоњеном планинама и музика коју у том простору окруженом каменом и водом Мартин изводи, главна су уметникова преокупација и инспирација, коју он прелива у ликовна дела. 
До сада је излагао на великом броји самосталних и колективних изложби у Шведској и многим земљама света. Члан је Удружења Норвешких ликовних уметника, Норвешког удружења графичара, Ликовних уметника Мора и Ромсдала.

## Живот и каријера
Рођен је 1955. године у Упсали, другом по величини граду у Шведској у породици уметника. Генски опредељен према уметности, прва сазнања из области визуелних уметности, стекао је у графичкој радионици свога оца у Упсали. Љубав према музици, међутим, одвела га је у суседну Норвешку, у којој је дипломирао на Конзерваторијуму у Трондхајму. Међутим љубав према ликовној уметности из раних младалачких дана, била је довољна за Мартуна да магистрира уметност дизајна на Универзитету у Ослу. 
Живи и ствара у малом месту Молде, окренутом мору и заклоњеном стрмим планинама

## Ликовно стваралаштво
Уметничко дело Мартина Дуеа не би се могло у потпуности разумети без краћег увида у његову биографију, јер он није само графичар, већ истовремено и музичар. Камен, вода и музика., као главни симболи окружуења у коме уметник живи у Молдеу, Шведска,прелили су и преплавили уметникове графичке
листове, или како стоји у тексту Љубише М. Коцића: 
| „ | Чврстина камена се може на њима опипати, свежина и мирисмора осетити, а музика наслутити, можда чак и чути, макар у ветру који струји преко његових пејзажа. А тамо где Мартин Дуе не жели да чује музику ветра, где жели да се посвети тишини или музици коју чује у себи,он ће рећи: „Добро јутро, данас срећом нема ветра!” | ” |

Мартиново стваралаштво се не уклапа у уобичајене шаблоне процене ваљаности уметничких дела. У његовим графикама нема ни трага жеље за доказивањем техничког мајсторства или како то каже Љубише М. Коцић: 
| „ | Њему као да нијестало до тога да у свим својим радовима испуни баш сва естетска правила о симетрији, равнотежи, стилизацији, комплетирању целине. Нехајно се односи и према истицању акцената, што неке од радова чини крајње загонетним, а други се привидно приближавају илустраторском стилу. Али оно што се у свим графичким листовима осећа (наглашавам, не одмах), то је нешто толико снажно и темељно да одузима дах. Сасвим полако, брзином којом се наш начин гледања трансформише, сазнајемо да Мартин у ствари допушта самој природи да се искаже у малим фрагментима, али тада гигантском снагом. Он пројектује онтолошку субстанцу универзума директно на своје графике без улепшавања, досежући тиме алетеју, давно заборављен пре-сократовски идеал врхунске истине, па враћен на филозофску сцену тек у 20. веку од Мартина Хајдегера. | ” |

## Одабране колекције
Одабране дела уметника налазе се у колекцијама 23 уметничких и других институција: 
- Универзитетету Bath Spa,
- Краљевском уметничком колеџу, Универзитет Кингстон у Великој Британији;
- Уметнички и Дизајнерски колеџ, Колумбус,
- Уметнички Музеј Универзитета Нови Мексико (САД);
- Виша Национална Школа Декоративних Уметности (Француска),
- Национална Уметничка Академија (Бугарска),
- Универзитет Новог Јужног Велса (Аустралија),
- Ксиан Академија Лепих уметности (Кина),
- Збирка графика Тријенале Удружења Ликовних Уметника Србије (Србија),
- У још 13 колекција у Норвешкој.

## Признања
- Море и Ромсдал уметничка стипендија,
- Норвешки Графичарски Фонд - стипендија за уметнички пројекат,
- Норвешки Графичарски Фонд-путна стипендија,
- Vederlagsfondets stipend - државна уметничка стипендија,
- Награда публике, Норвешки Графичарски Фонд - уметничког центра North-Trondelag,
- Стипендијска изложба, Namsos.